# Cipocereus pleurocarpus
A Cipocereus pleurocarpus é uma rara espécie de planta que ocorre nas áreas rochosas dos campos rupestres da Serra do Cipó, no estado brasileiro de Minas Gerais.